# Wäinö Wuolijoki
Pour les articles homonymes, voir Wuolijoki.
Hugo Robert Wäinö Wuolijoki (né le 14 décembre 1872 à Hauho et mort le 12 décembre 1947 à Hauho) est un agronome et homme politique finlandais,,. 

## Carrière politique
Wäinö Wuolijoki est député SDP de la circonscription du Sud de Turku du 22 mai 1907 au 28 février 1910 et du 5 septembre 1922 au 1er septembre 1927.
Il est aussi député de la circonscription du Sud du comté de Häme 1er avril 1919 au 4 septembre 1922,.
Wäinö Wuolijoki est président du Parlement en 1921–1922, 1922–1923 et 1925–1926.
Wäinö Wuolijoki est ministre des Transports et des Travaux publics du gouvernement Tanner (13.12.1926–15.11.1927),.
À la fin de son mandat ministériel dans le gouvernement Tanner, Wäinö Wuolijoki commence  une carrière de diplomate. 
Il est ambassadeur de Finlande à Berlin et à Vienne de 1927 à 1933, à Oslo de 1933 à 1940 et à La Haye de 1933 à 1938.